# Marcel Houyoux
Marcel Houyoux (Châtelet, 2 maggio 1903 – Charleroi, 28 novembre 1983) è stato un ciclista su strada belga, professionista dal 1925 al 1935.

## Carriera
Corridore adatto alle corse di un giorno, riuscì in carriera ad imporsi in una Liegi-Bastogne-Liegi più numerosi piazzamenti di prestigio in altre semi-classiche.

## Palmarès

### Strada
- 1929 (una vittoria)

1ª tappa Giro del Belgio indipendenti
- 1932 (due vittorie)

Liegi-Bastogne-Liegi
2ª tappa Giro del Belgio (Liegi > Lussemburgo)

## Piazzamenti

### Classiche monumento
- Giro delle Fiandre

1925: 10º
1931: 27º
- Liegi-Bastogne-Liegi

1926: 26º
1927: 6º
1929: 7º
1931: 2º
1932: vincitore